# ابرساز

رایش با یکی از ابرسازهایش

ابرساز (به انگلیسی: Cloudbuster) وسیله‌ای است که توسط روانکاو اتریشی ویلهلم رایش (۱۸۹۷–۱۹۵۷) طراحی شده است، رایش ادعا می‌کند که می‌تواند با دستکاری آنچه که او " انرژی ارگون " موجود در جو می‌نامید، باران تولید کند.
در نظر بود که از این ابرساز به روشی شبیه به صاعقه‌گیر استفاده شود: تمرکز آن بر روی مکانی در آسمان و قرار دادن آن در موادی که گمان می‌رود آرگون را جذب می‌کند - مانند بدنه آب - انرژی آرگون را به بیرون بکشد. جو، باعث تشکیل ابر و باران می‌شود. رایش ده‌ها آزمایش با ابرساز انجام داد و این تحقیق را «مهندسی آرگون کیهانی» نامید.
هیچ مورد تأییدشده‌ای از کارکرد یک ابرساز و ایجاد تغییر قابل توجه هوایی، مانند ایجاد باران، وجود نداشته است. آرگون درمانی به عنوان شبه علم دیده می‌شود.

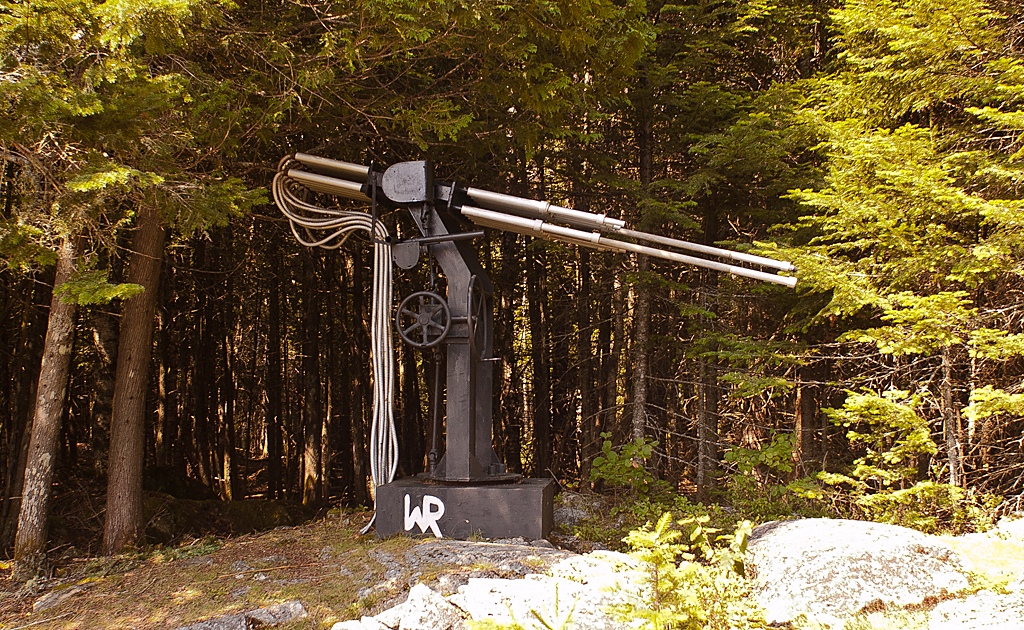
بقایای یک ابرساز واقع در مین

## شیوه ساخت
ابرساز از مجموعه‌ای از لوله‌های فلزی توخالی موازی تشکیل شده است که در انتها به یک سری شیلنگ‌های فلزی انعطاف‌پذیر که قطری برابر یا کمی کوچک‌تر از لوله‌های موازی دارند، متصل می‌شوند. از طرف دیگر، بخش پشتی لوله‌ها به یک لوله با قطر بزرگ و شیلنگ فلزی انعطاف‌پذیر متصل می‌شوند. انتهای باز این شیلنگ‌ها در آب قرار می‌گیرد که رایش معتقد بود جذب‌کننده طبیعی آرگون است. لوله‌ها را می‌توان به سوی مناطقی از آسمان نشانه رفت تا انرژی را مانند صاعقه‌گیر به زمین بکشاند.
بقایای یکی از ابرسازهای رایش را می‌توان در رنجلی، مین در رصدخانه انرژی آرگون در موزه رایش پیدا کرد.

## در فرهنگ عامه
ابرساز (کلودباستر) ویلهلم رایش الهام‌بخش آهنگ 1985 " Cloudbusting " به خوانندگی، خواننده بریتانیایی کیت بوش بود. این آهنگ دستگیری و زندانی شدن رایش را از نگاه پسرش پیتر توصیف می‌کند که بعداً کتاب خاطرات A Book of Dreams (1973) را نوشت. برای این ویدیو ابر باستری که فقط شباهت ظاهری به دستگاه اصلی داشت، طراحی و ساخته شد. این ویدئو که بوش قصد داشت به جای یک موزیک ویدیوی سنتی یک فیلم داستانی کوتاه باشد، توسط تری گیلیام و کیت بوش طراحی و توسط جولیان دویل کارگردانی شد. در این ویدئو، دونالد ساترلند بازیگر نقش رایش و بوش در نقش پسرش پیتر حضور دارند.
برخی از معتقدان تئوری توطئه پس‌دمه، ابرهای پر از کریستال‌ها و براده‌های فلزی را ساخته‌اند که و در تلاش برای پاک‌سازی آن از شیمی‌تریل‌ها هستند.